# Zhongling Shuiku
Zhongling Shuiku (kinesiska: 钟灵水库) är en reservoar i Kina. Den ligger i storstadsområdet Chongqing, i den sydvästra delen av landet, omkring 270 kilometer sydost om det centrala stadsdistriktet Yuzhong. Zhongling Shuiku ligger 555 meter över havet. Arean är 0,45 kvadratkilometer. I omgivningarna runt Zhongling Shuiku växer i huvudsak blandskog. Den sträcker sig 1,0 kilometer i nord-sydlig riktning, och 0,9 kilometer i öst-västlig riktning.
Genomsnittlig årsnederbörd är 1 569 millimeter. Den regnigaste månaden är maj, med i genomsnitt 274 mm nederbörd, och den torraste är december, med 28 mm nederbörd.